# Hitrostno drsanje na Zimskih olimpijskih igrah 1924
Hitrostno drsanje na Zimskih olimpijskih igrah 1924.

## Dobitniki medalj
| Tekma   | Zlato           | Srebro          | Bron                       |
| 500 m   | Charles Jewtraw | Oskar Olsen     | Roald Larsen Clas Thunberg |
| 1500 m  | Clas Thunberg   | Roald Larsen    | Sigurd Moen                |
| 5000 m  | Clas Thunberg   | Julius Skutnabb | Roald Larsen               |
| 10000 m | Julius Skutnabb | Clas Thunberg   | Roald Larsen               |
| Skupno  | Clas Thunberg   | Roald Larsen    | Julius Skutnabb            |